# Silnice I/19

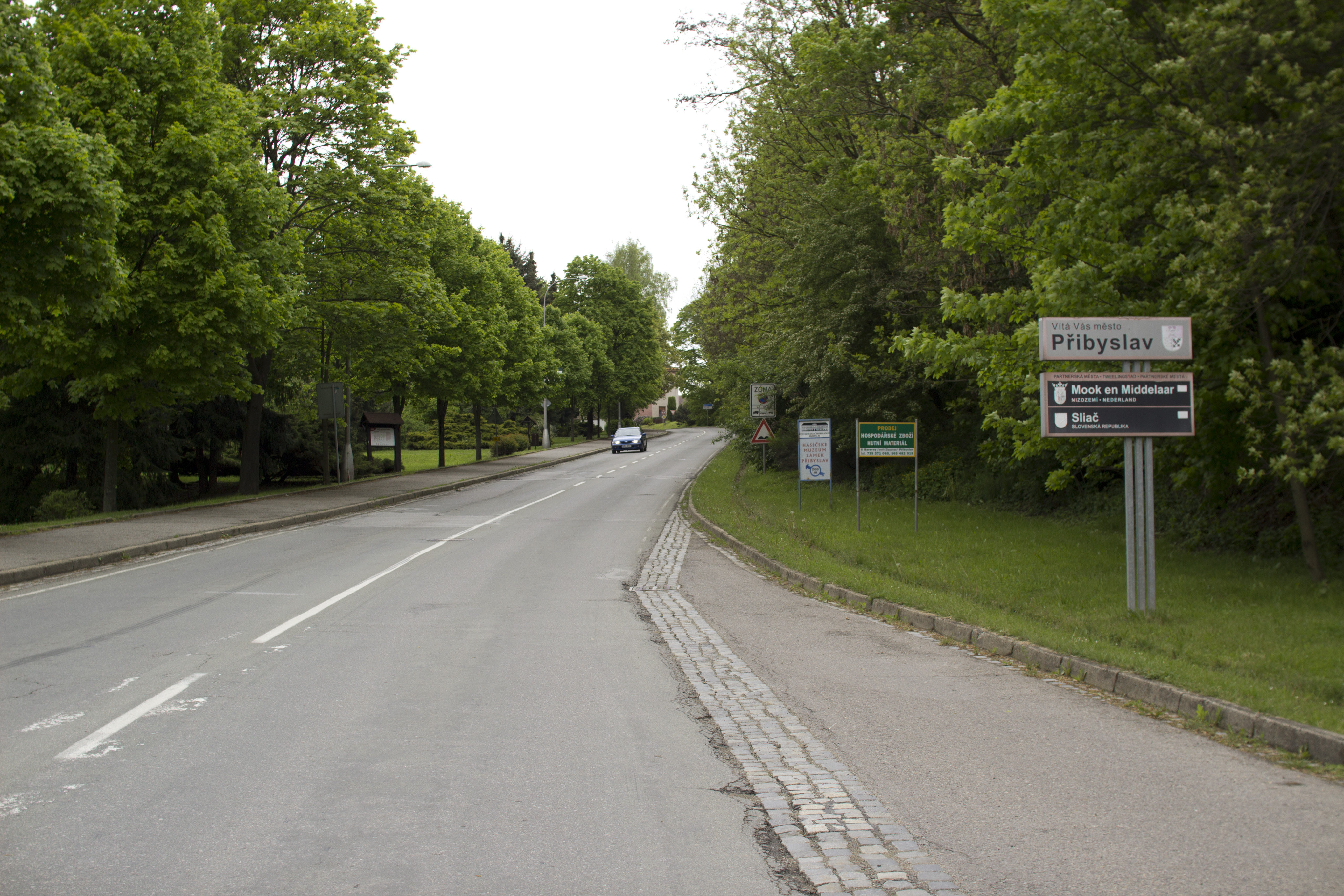
Silnice I/19 v Přibyslavi

Silnice I/19 je silnice I. třídy spojující kraje Plzeňský, Středočeský (okrajově), Jihočeský, Vysočinu a Jihomoravský. Vede v západovýchodním směru od Plzně přes Tábor a Pelhřimov, zde peážuje po silnici I/34 až za Havlíčkův Brod a pokračuje přes Žďár nad Sázavou a Kunštát na křižovatku se silnicí I/43, kde končí. Je dlouhá 223,904 km a v rámci Česka má značný místní, regionální i celostátní dopravní význam.
Původně pokračovala z Pelhřimova do Jihlavy (dnes část silnice II/602), v nové trase nahrazuje část zrušené silnice I/18, která byla původně i v úseku Havlíčkův Brod – Sebranice degradována na silnici II. třídy (II/150), ale na žádost dotčených regionů bylo toto rozhodnutí přehodnoceno. Následkem toho vede silnice I/19 v úseku Pelhřimov – Havlíčkův Brod v dlouhé peáži se silnicí I/34 a pak až do Sebranic v peáži právě s II/150 (která od křižovatky s I/43 pokračuje ve stopě bývalé I/18).
Významnější města na trase silnice:
- Rožmitál pod Třemšínem
- Milevsko
- Tábor
- Pelhřimov
- Humpolec
- Havlíčkův Brod
- Přibyslav
- Žďár nad Sázavou
- Nové Město na Moravě
- Bystřice nad Pernštejnem
- Kunštát

## Vedení silnice
| Kraj         | km     |
| ------------ | ------ |
| Plzeňský     | 23,608 |
| Středočeský  | 23,819 |
| Jihočeský    | 70,988 |
| Vysočina     | 87,877 |
| Jihomoravský | 18,307 |

### Okres Plzeň–město – Kraj Plzeňský
Celková délka 6,121 km - mostů: 4 - podjezdů: 1.
Jedná se o nejkratší úsek silnice I/19 jehož délka je 6 km. Silnice začíná vyústěním ze silnice I/20 (E49) u Nezbavětic. Prochází pouze Nezvěsticemi, kde přechází nad soutokem řek Úslava a Bradava. 
| Místo      | km    | Cíl                                   | Poznámka                               |
| ---------- | ----- | ------------------------------------- | -------------------------------------- |
|            | 0,000 | Nepomuk / Plzeň                       | vyústění                               |
|            | 1,079 | Šťáhlavy III/1771 Nezbavětice         |                                        |
|            | 2,787 | III/1772 Šťáhlavy III/1773 Šťáhlavice |                                        |
| Nezvěstice | 5,238 | III/1774 Želčany                      |                                        |
| Nezvěstice | 5,696 | III/1777 Žákava                       |                                        |
| Nezvěstice | 5,782 | III/11731 Milínov                     |                                        |
|            | 6,121 |                                       | hranice okresů Plzeň-město / Plzeň-jih |

### Okres Plzeň–jih – Kraj Plzeňský
Celková délka 23,608 km - mostů: 6.
Druhý úsek silnice I/19 procházejícím okresem Plzeň-jih vede přes Vlkov do Spáleného Poříčí. Dále pak přes Hořohledy a Borovno. Za Mítovem silnice přechází do Středočeského Kraje.
| Místo          | km     | Cíl                               | Poznámka                               |
| -------------- | ------ | --------------------------------- | -------------------------------------- |
|                | 6,121  |                                   | hranice okresů Plzeň-město / Plzeň-jih |
|                | 6,900  | III/17710 Žákava / Milínov        |                                        |
| Spálené Poříčí | 11,880 | Blovice                           |                                        |
| Spálené Poříčí | 12,393 | Lipnice                           |                                        |
| Spálené Poříčí | 12,568 | III/17715 Struhaře                |                                        |
|                | 15,027 | Nové Mitrovice III/17711 Struhaře |                                        |
| Hořohledy      | 15,913 | III/1782 Mítov                    |                                        |
| Hořohledy      | 16,226 | III/11738 Těnovice                |                                        |
| Borovno        | 19,760 | III/1783 Planiny / Číčov          |                                        |
|                | 23,608 |                                   | hranice okresů Plzeň-jih / Příbram     |

### Středočeský kraj
- Teslíny
- Věšín
- Rožmitál pod Třemšínem (křížení s I/18 a s II/191)
- Březnice (křížení s II/176 a II/174)
- Počaply

### Jihočeský kraj
- I/19 v DražicíchMirovice (křížení s II/175
- Lety (křížení s I/4)

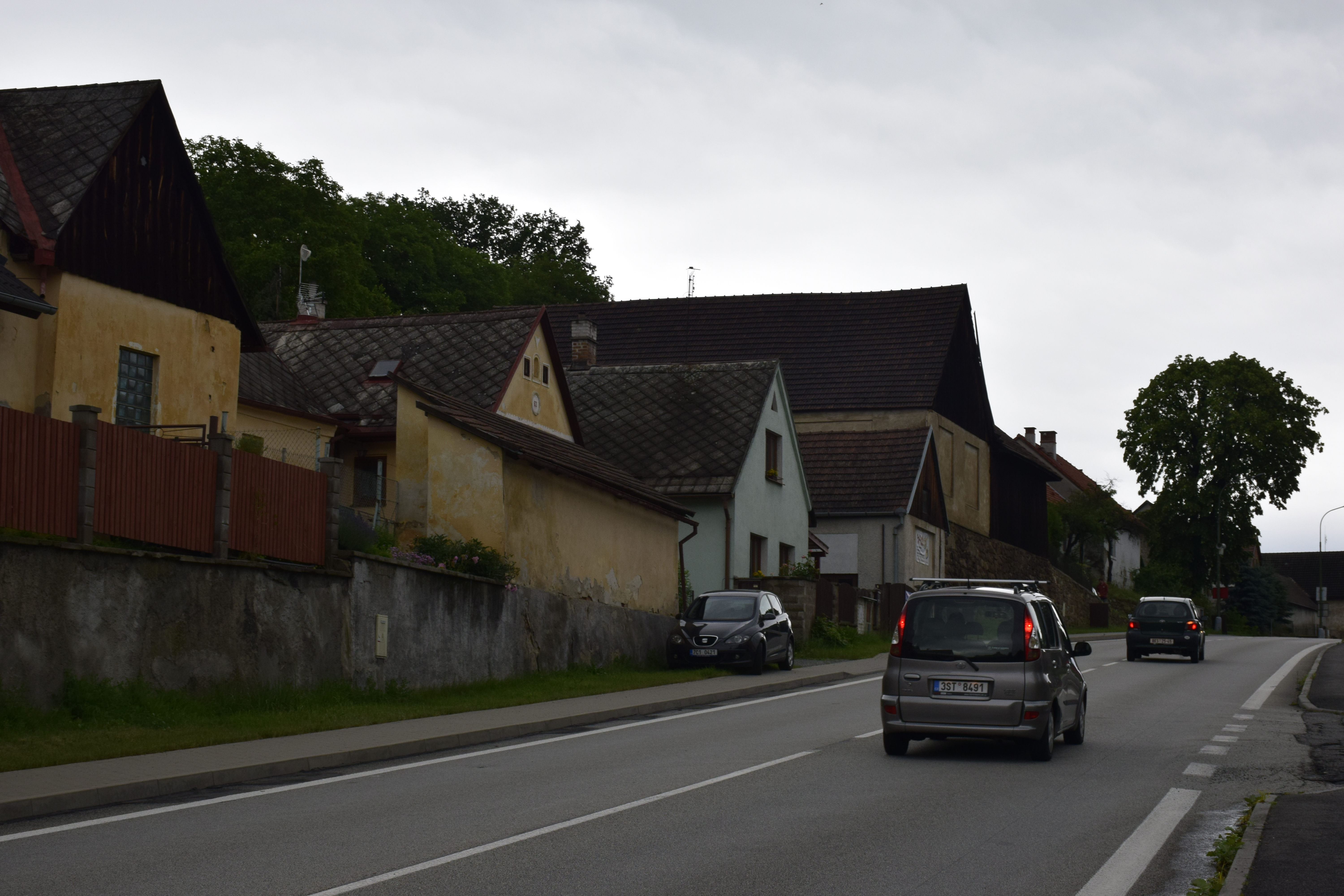
I/19 v Dražicích

- silnice překračuje Vltavu přes Žďákovský most
- Hrejkovice
- Milevsko /křížení s II/105
- Sepekov
- Oltyně (křížení s II/122 a poté s I/29)
- Drhovice
- Dražice
- Tábor (křížení s II/123, II/603 a D3), peáž s D3
  - křížení s D3 a I/3
- Zárybničná Lhota
- Chýnov (křížení s II/409)
- Kladruby (Dolní Hořice)
- Lejčkov (Dolní Hořice)
- křížení s II/129

### Vysočina
V kraji Vysočina v roce 2018 probíhá oprava průtahu Přibyslaví.
- Obrataň
- křížení s II/128, začátek peáže s II/128
- křížení s II/128, konec peáže s II/128
- Čížkov
- Starý Pelhřimov
- Pelhřimov (obchvat) (křížení s II/112, začátek peáže s I/34)
- Onšovice (Dehtáře)
- Komorovice (začátek peáže s II/347)
- křížení s D1 (exit 90)
- Humpolec (křížení s II/129, II/523, konec peáže s II/347)
- Rozkoš (Humpolec) (křížení s II/348)
- Věž
- Michalovice
- Havlíčkův Brod (křížení s I/38, II/344, II/150, začátek peáže s I/34)
- Pohled (konec peáže s I/34)
- Simtany
- Stříbrné Hory
- Přibyslav (křížení s II/351 a II/350)
- Sázava u Žďáru (křížení s II/352)
- Žďár nad Sázavou (křížení s I/37)
- Radňovice
- Nové Město na Moravě (křížení s II/354)
- křížení s II/385
- Olešná
- Divišov
- Rovné
- Bystřice nad Pernštejnem (křížení s II/357 a II/388)
- Lesoňovice
- Štěpánov nad Svratkou (křížení s II/387)

### Jihomoravský kraj
- Hodonín
- Rozseč nad Kunštátem (křížení s II/362)
- Sychotín (Kunštát)
- Kunštát (křížení s II/376)
- Újezd (Kunštát)
- Sebranice (křížení s I/43)

Dále pokračuje II/150.

## Modernizace silnice
| Číslo | Název                                  | Délka        | Kategorie       | Zahájení výstavby | Uvedení do provozu | Křižovatky        |
| ----- | -------------------------------------- | ------------ | --------------- | ----------------- | ------------------ | ----------------- |
| Y9    | křižovatka s I/20 – Spálené Poříčí     | 11,5–12,6 km | 11,5/80         | bude oznámeno     | bude oznámeno      |                   |
| P82   | Losiná – Nezvěstice                    | 3,6 km       | 9,5/80 7,5/80   | plánováno 2028    | plánováno 2030     |                   |
| Y8    | Oltyně – hranice Středočeského kraje   | 42,1 km      | 9,5/80          | bude oznámeno     | bude oznámeno      |                   |
| C86   | Drhovice – Tábor, přeložka             | 7,3 km       | 11,5/90         | plánováno 2031    | plánováno 2034     | Drhovice u Tábora |
| C51   | Chýnov                                 | 3,6 km       | 11,5/80         | 09/2020           | 10/2022            |                   |
| C87   | Kladruby, obchvat                      | 2,8 km       | 11,5/90         | plánováno 2030    | plánováno 2032     |                   |
| C88   | Lejčkov, obchvat                       | 3,6 km       | 11,5/90         | plánováno 2032    | plánováno 2034     |                   |
| Y7    | Tábor – hranice kraje Vysočina         | 15,5–16,1 km | 11,5/80 11,5/70 | bude oznámeno     | bude oznámeno      |                   |
| J87   | Obrataň, obchvat                       | 3,7 km       | 11,5/90         | plánováno 2030    | plánováno 2032     | Obrataň západ     |
| J63   | Kámen – obchvat                        | 2,4 km       | 11,5/70         | 03/2018           | 02/2020            |                   |
| J86   | Čížkov - obchvat                       | 1,5 km       | 11,5/90         | plánováno 2031    | plánováno 2033     | Čížkov            |
| J69   | Pelhřimov, obchvat                     | 1,6 km       | 11,5/90         | plánováno 2026    | plánováno 2028     | Pelhřimov sever   |
| J50   | Žďár nad Sázavou, Mělkovice – přeložka | 1 km         | 9,5/60          | 04/2015           | 11/2015            |                   |
| B97   | Kunštát, křižovatka                    | 0,2 km       | 8/50            | 10/2024           | plánováno 2025     |                   |